# Kurhany (hromada Ostróg)
Kurhany (ukr. Кургани) – wieś na Ukrainie, w obwodzie rówieńskim, w rejonie rówieńskim, w hromadzie Ostróg. W 2001 liczyła 377 mieszkańców.
W okresie międzywojennym wieś znajdowała się w granicach II RP, wchodząc w skład gminy Sijańce w powiecie zdołbunowskim, w województwie wołyńskim.